# Brevipalpus hainanensis
Brevipalpus hainanensis är en spindeldjursart som beskrevs av Ma och Yuan 1982. Brevipalpus hainanensis ingår i släktet Brevipalpus och familjen Tenuipalpidae. Inga underarter finns listade.